# Garbage in, garbage out
Garbage in, garbage out (GIGO) é uma expressão em inglês atribuída ao técnico da IBM George Fuechsel que significa, literalmente, "lixo entra, lixo sai".  Na ciência da computação e nas áreas de tecnologia da informação ela faz referência ao fato de que computadores operam utilizando processos de transformação lógica e, portanto, são capazes de processar sem questionar todos os tipos de dados, mesmo que eles não façam sentido algum para a solução do problema desejado (lixo entra) e, como consequência, geralmente produzem saída indesejada e sem sentido (lixo sai).
De uma forma geral, entende-se que mesmo que um computador esteja corretamente programado para processar uma massa de dados, erros introduzidos nele podem ser assimilados e até amplificados.  Com isso, para o perfeito funcionamento de um sistema computacional é necessário que não somente suas funcionalidades estejam corretamente programadas, mas que os dados de entrada também sejam confiáveis.